# 마쓰다이라 시게후사
마쓰다이라 시게후사(일본어: 松平重和, 1607년 ~ 1664년 2월 11일)는 에도 시대 전기의 하타모토이다. 마쓰다이라 향 마쓰다이라가 제10대 당주. 통칭은 다로자에몬(太郎左衛門). 선대 당주 마쓰다이라 나오요시의 장남으로 태어났다.
| 전임 마쓰다이라 나오요시 | 제10대 마쓰다이라 향 마쓰다이라 가 당주 1648년 ~ 1664년 | 후임 마쓰다이라 노부후사 |